# Karaköy (Beyoğlu)
- Per la colònia medieval genovesa de Gàlata vegeu Galata

Karaköy (l'antic Gàlata) és un barri del districte de Beyoğlu a Istanbul (Turquia), situat a la costa nord del Corn d'Or, l'entrada que el separa de la península històrica de l'antiga Constantinoble. El Corn d'Or és creuat per uns quants ponts, el més important dels quals és l'anomenat Pont de Gàlata.